# Kendrochóri (Réthymnon)
Kendrochóri, en grec moderne : Κεντροχώρι, auparavant appelé jusqu'en 1933, Doumaergió (grec moderne : Δουμαεργιό), puis Vouidomagergió ( Βουιδομαγεργειό), est un village du dème d'Ágios Vasílios, de l'ancienne municipalité de Lámpi, dans le district régional de Réthymnon, en Crète, en Grèce. Selon le recensement de 2011, la population de Kendrochóri compte 39 habitants. Le village est situé à une distance de  37,5 km de Réthymnon et une altitude de 530 mètres.

## Recensements de la population
| Recensements | 1900 | 1920 | 1928 | 1940 | 1951 | 1961 | 1971 | 1981 | 1991 | 2001 | 2011 |
| ------------ | ---- | ---- | ---- | ---- | ---- | ---- | ---- | ---- | ---- | ---- | ---- |
| Population   | 246  | 212  | 251  | 297  | 230  | 216  | 191  | 117  |      | 72   | 39   |

## Source de la traduction
- (el) Cet article est partiellement ou en totalité issu de l’article de Wikipédia en grec moderne intitulé « Κεντροχώρι Ρεθύμνου » (voir la liste des auteurs).